# Błękitny Meczet
Błękitny Meczet (właściwie Meczet Sułtana Ahmeda, tur. Sultanahmet Camii lub Sultan Ahmed Camii) – zbudowany z polecenia sułtana Ahmeda I meczet w Stambule, który jest jednym z ostatnich, a zarazem najwspanialszych przykładów tzw. „klasycznego okresu” sztuki islamskiej w Turcji.

## Historia
Budowę meczetu rozpoczął w 1609 roku, w towarzystwie urzędników państwowych, sułtan Ahmed I (wówczas 19-letni). Jego ambicją było stworzyć budowlę wyraźnie podobną, lecz wspanialszą od stojącej w pobliżu Hagii Sofii, która była wcześniej kościołem. Jedna z legend głosi, że młody sułtan wybudował meczet, ponieważ chciał uzyskać przebaczenie Allaha za złe prowadzenie się w młodości. Budowa trwała do 1616 roku. Zgodnie ze swoim zwyczajem pracował on aż do zmęczenia. Nalegał, aby w środku było wszystko co najlepsze, rozkazał garncarzom z Izniku wytwarzanie płytek tylko na cele tej budowli, co skutkowało znacznym osłabieniem manufaktur.
Projektantem nowej świątyni, która miała stać się najważniejszym meczetem imperium osmańskiego, był Sedefkâr Mehmet Ağa, uczeń Sinana. 
O wadze świątyni świadczyło również jej położenie – bezpośrednio przy Pałacu Topkapı. Swego znaczenia nie stracił on nawet po tym, gdy siedzibę sułtana przeniesiono do Pałacu Dolmabahçe. Przez cały okres istnienia monarchii osmańskiej rolę świątyni imperialnej dzielił z nieco starszym Meczetem Sulejmana. 
Do meczetu dołączono kompleks innych budynków: medresę, hale handlowe, szkołę, jadłodajnie dla ubogich, szpital, mauzoleum, fontannę oraz karawanseraj.

## Opis
Meczet wzniesiony na planie niemal kwadratu (51,65 m x 53,40 m) znajduje się na sporym placu, do którego wiedzie pięć bram. Na tym zewnętrznym dziedzińcu znajdują się również midha dla wiernych (midha na dziedzińcu wewnętrznym pełni jedynie rolę ozdobną). Z placu zewnętrznego trzy bramy prowadzą na dziedziniec wewnętrzny, otoczony krużgankami wspartymi na 26 kolumnach i przykrytymi sklepieniami w postaci 30 kopuł. Na dziedzińcu wewnętrznym znajduje się wspomniana już ozdobna midha, zaś we wschodniej jego części medresa.
W czterech narożnikach meczetu oraz na dwóch narożnikach dziedzińca wewnętrznego ustawiono łącznie sześć minaretów. Według jednej z opowieści, sułtan Ahmed, aby przebłagać autorytety w Mekce, zapłacił im za siódmy minaret. Według innej historii sześć minaretów to wynik nieporozumienia pomiędzy sułtanem a architektem. Otóż opisując minarety sułtan miał użyć słowa "altın" oznaczające coś złotego, zaś Sedefkar, przypadkiem bądź specjalnie, miał uznać, że sułtanowi nie może chodzić o niepraktyczne wieże ze szczerego złota i zrozumiał to słowo jako "altı", czyli "sześć".
Do wnętrza meczetu prowadzą trzy wejścia, dwa z dziedzińca zewnętrznego i jedno z wewnętrznego. Świątynię przykrywa kopuła o średnicy 22,4 m, która wznosi się 43 m ponad poziom posadzki. Podtrzymują ją cztery półłuki i cztery pendentywy rozpięte między czterema filarami, które z powodu swojej średnicy (5 m) nazywane są niekiedy „nogami słoniowymi”. Uzupełniają ją cztery półkopuły. Światło do wnętrza meczetu przenika przez 260 okien, w których nie zachowały się oryginalne barwne szyby. 
Wzdłuż ścian biegną galerie, które zdobi 21 tysięcy płytek fajansowych z manufaktur w İzniku. Ich utrzymane w błękitnej tonacji ornamenty roślinne dały meczetowi jego popularną nazwę. Mihrab i minbar wykonano w białym marmurze, zaś posadzki wyściełają miękkie czerwone dywany.

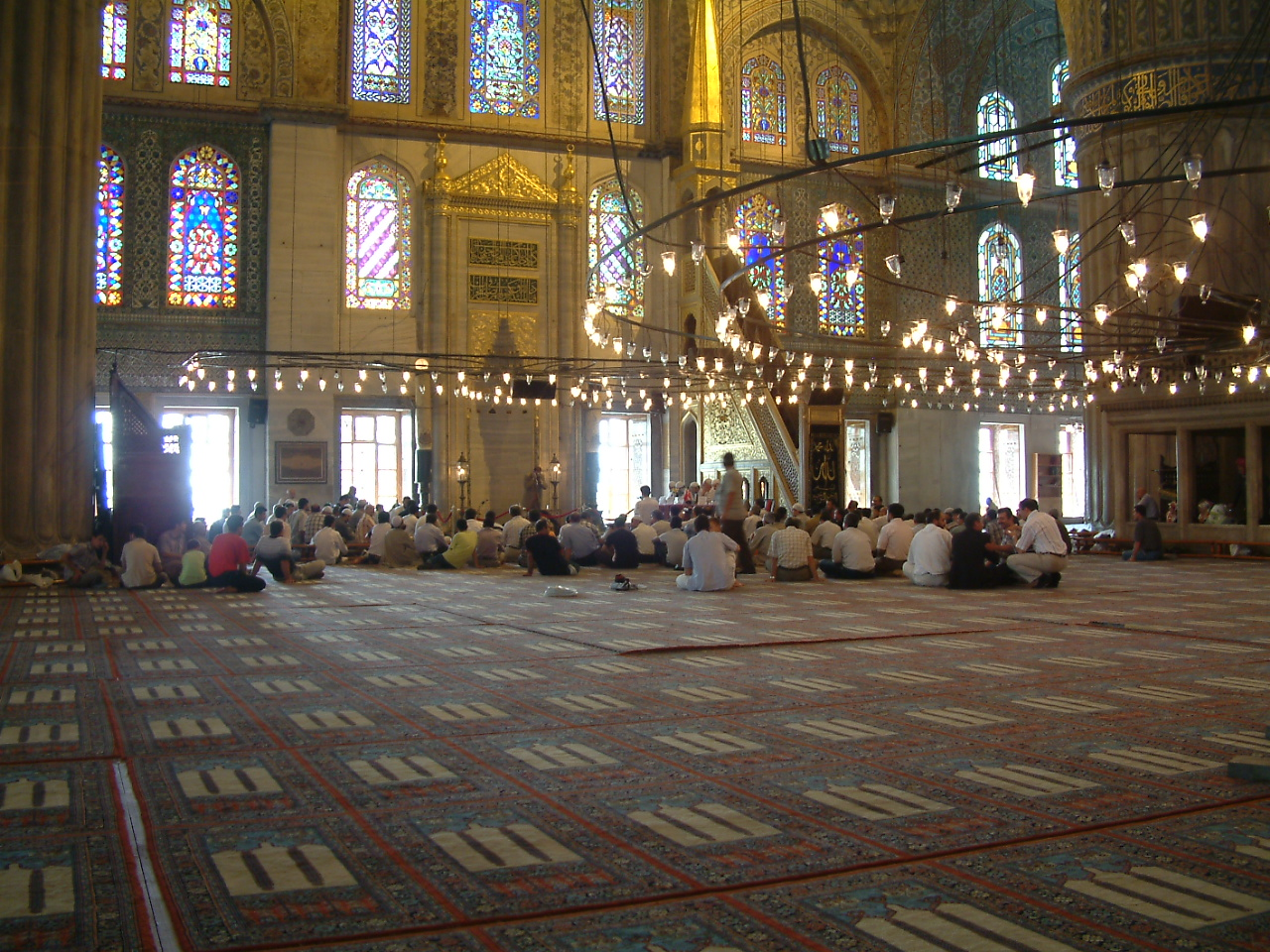
Podczas południowej modlitwy, widoczne minbar i mihrab
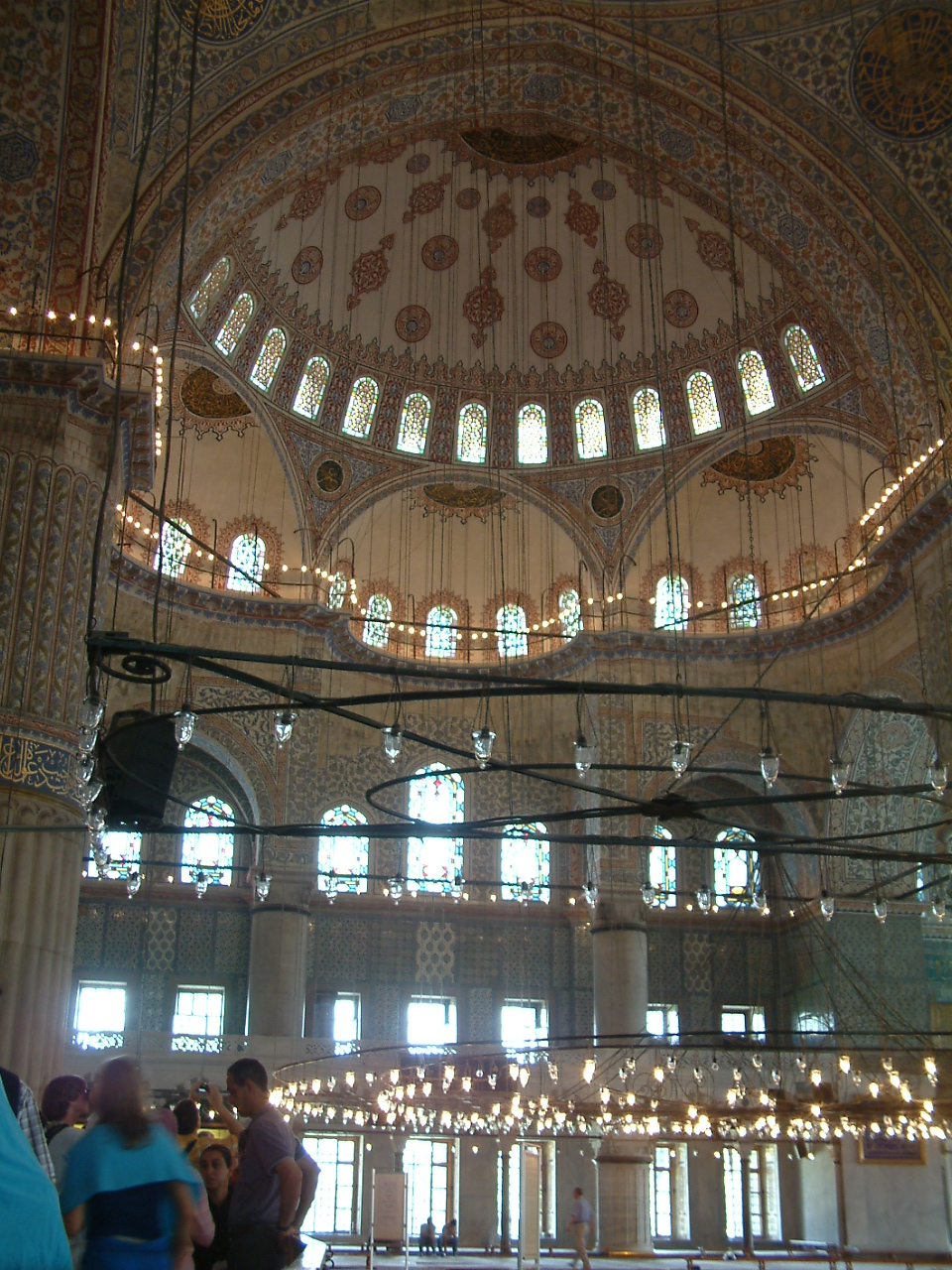
Jedna z półkopuł
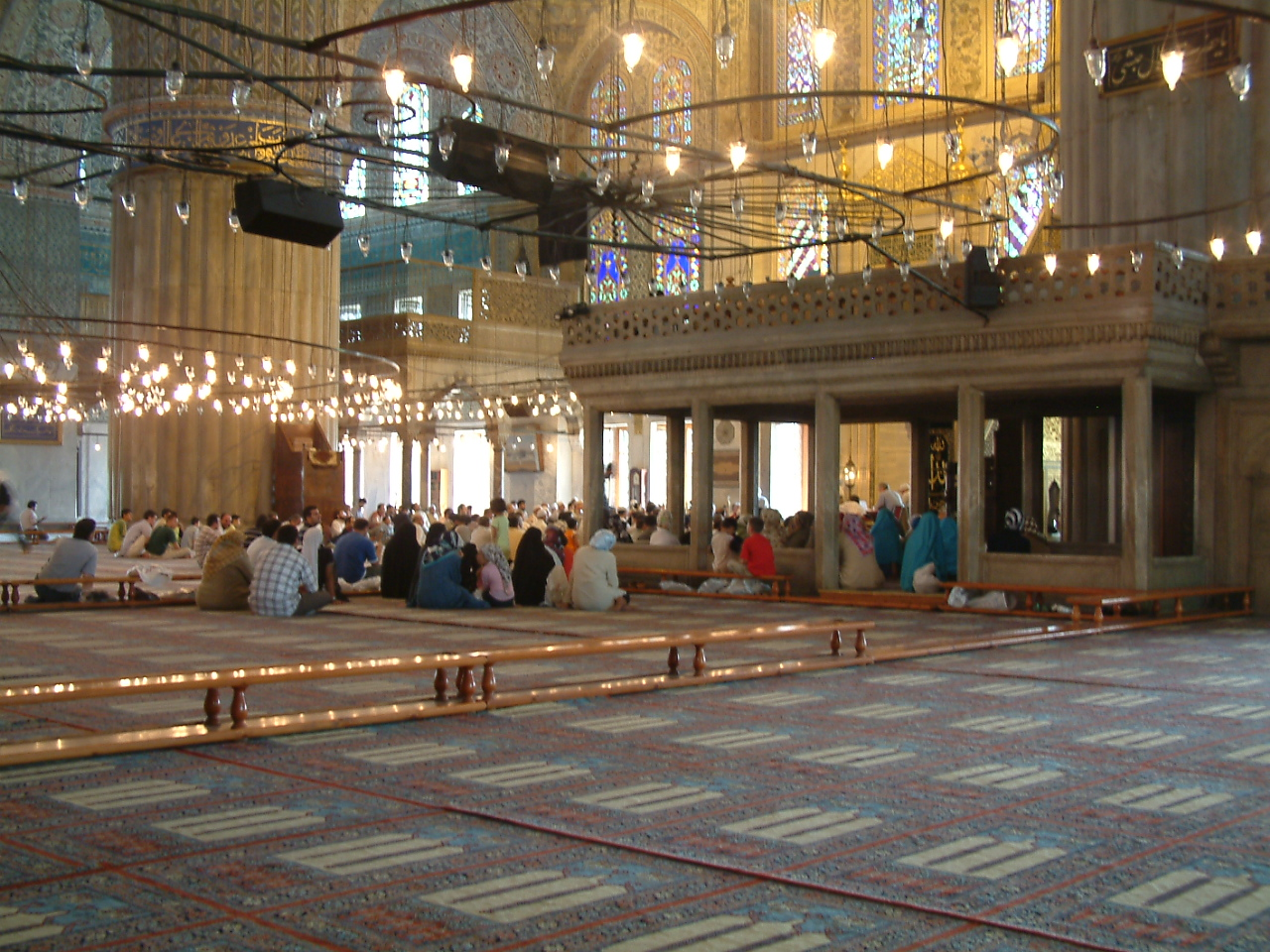
Wnętrze
- Błękitny Meczet